# ユニス・ジェプコエチ・サム
ユニス・ジェプコエチ・サム（Eunice Jepkoech Sum、1988年4月10日 - ）は、中距離走を専門とするケニアの陸上競技選手。北京オリンピックの銅メダリストであるアルフレッド・キーワ・イエゴはいとこである。

## 経歴
モイ大学中等昼間学校で、七種競技とハンドボールの選手として2年間プレーし、その後400mに転向、校内大会で決勝に進んだところ、コーチから800mの才能を見出され、中距離走選手となる。2011年に韓国・大邱で開かれた世界選手権で800mに出場し、準決勝で4位となり、決勝には進めなかった。
2012年のロンドンオリンピックでは1500mに出場するも、4分16秒95で、予選落ちした。2013年の世界選手権（ロシア・モスクワ）では800mに出場、自己新記録となる1分57秒38をマークして金メダルを獲得した。